# Dance Alone
A Dance Alone (magyarul: Egyedül táncolok) a macedón Jana Burčeska dala, mellyel Macedóniát képviselte a 2017-es Eurovíziós Dalfesztiválon, Kijevben. A dal belső kiválasztás során nyelte el az eurovíziós indulás jogát, és 2017. március 10-én mutatták be.

## Eurovíziós Dalfesztivál
A dalt az Eurovíziós Dalfesztiválon a május 11-i második elődöntőben adta elő, fellépési sorrendben harmadikként az Ausztriát képviselő Nathan Trent Running on Air című dala után, és a Máltát képviselő Claudia Faniello Breathlessly című dala előtt. Az elődöntőben a tizenötödik helyen végzett, így nem jutott tovább a május 13-i döntőbe.
A következő macedón induló az Eye Cue Lost and Found című dala volt a 2018-as Eurovíziós Dalfesztiválon.